# Biopartner
BioPartner Center Leiden is een onafhankelijke non-profitorganisatie die faciliteiten en ondersteuning biedt aan ondernemingen in de life sciences-sector. De organisatie is gevestigd op het Leiden Bio Science Park en stelt onder andere werkplekken, laboratoriumruimte en netwerkmogelijkheden beschikbaar voor startende en groeiende bedrijven.

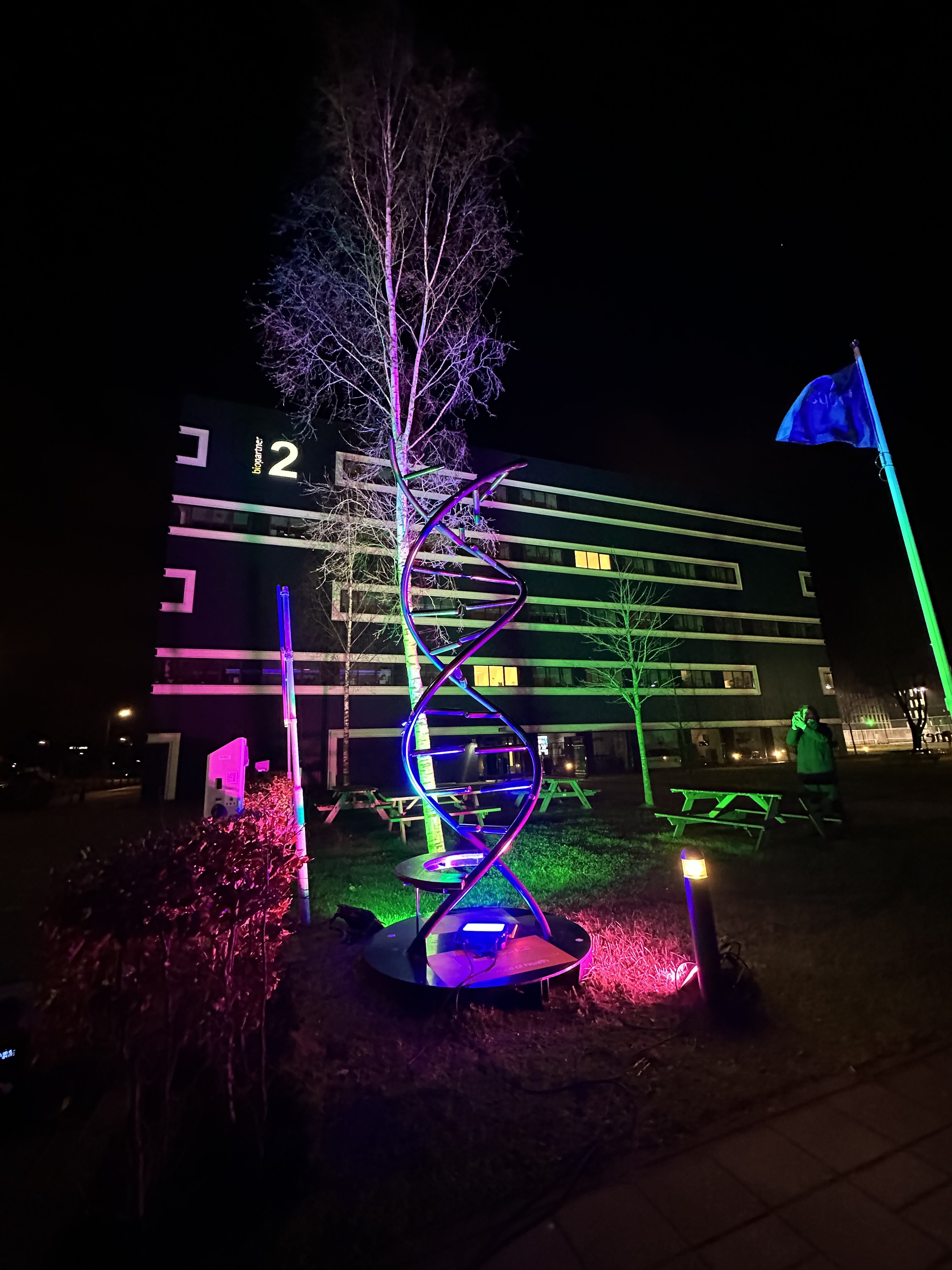
In 2025 kleurde het Leiden Bio Science Park op initiatief van JPP - Life Science Marketing en Empowered by Us, in samenwerking met BioPartner en parkorganisaties, in het teken van Rare Disease Day.

## Geschiedenis
De oorsprong van BioPartner ligt in 1984, met de oprichting van het Academisch Bedrijven Centrum. Dit centrum had als doel academische initiatieven te ondersteunen bij het opzetten van ondernemingen. Met steun van onder andere het Ministerie van Economische Zaken, de gemeente Leiden, Universiteit Leiden en het LUMC groeide dit initiatief uit tot de Life Sciences Incubator Leiden in 2002. In 2007 fuseerde de organisatie met BioPartner, waarbij de naam BioPartner Center Leiden in gebruik werd genomen.
BioPartner wordt gezien als de geboorteplaats van het Leiden Bio Science Park. Vanuit de eerste bedrijvigheid rondom het centrum ontstond geleidelijk een groter cluster van life sciences-organisaties, dat zich ontwikkelde tot een van de grootste scienceparken van Nederland met internationale bedrijven als Johnson & Johnson, Bristol Myers Squibb, Galapagos en LexisNexis.

## Bedrijvigheid
In en rond de gebouwen van BioPartner zijn diverse bedrijven actief die zich bezighouden met onder andere onderzoek, productontwikkeling en dienstverlening binnen de life sciences. BioPartner beheert meerdere gebouwen binnen het park, waaronder BioPartner 1 tot en met 5. De bedrijven in deze panden bevinden zich in verschillende stadia van ontwikkeling. Voorbeelden zijn: Prosensa, Crown Biosciences, Nikon BioImaging, 20Med Therapeutics, LUMC, CellPoint, Thermo Fisher Scientific, Toxys, Biomarin Pharmaceutical,  MAT Research, Vico Therapeutics en Mimetas.
BioPartner vervult een ondersteunende rol binnen het Nederlandse biotechnologie-ecosysteem, met name door het faciliteren van startende bedrijven in de Biotechnologie en Farmaceutische industrie. De stichting biedt onder meer werkruimte, netwerkondersteuning en toegang tot voorzieningen voor ondernemingen in de life sciences.
In 2025 presenteerde het kabinet een nationale visie op biotechnologie, waarin het belang van een sterk innovatieklimaat wordt benadrukt. Hoewel BioPartner geen directe ontvanger is van de aangekondigde investeringen, maakt de organisatie deel uit van het bredere ecosysteem dat hiermee wordt versterkt.

## Activiteiten en netwerk
BioPartner organiseert regelmatig bijeenkomsten die gericht zijn op kennisdeling en netwerken tussen bedrijven en instellingen binnen het Leiden Bio Science Park. De organisatie werkt samen met andere partijen in de regio.
In 2025 vond in het Leiden Bio Science Park een publieke actie plaats in het kader van Zeldzameziektendag (Rare Disease Day), waaraan verschillende organisaties binnen het park deelnamen. Met kleurrijke verlichting werd aandacht gevraagd voor de 300 miljoen mensen wereldwijd met een zeldzame ziekte. 

## Leiden Bio Science Park
BioPartner Center Leiden is gevestigd in het Leiden Bio Science Park, een van de grootste scienceparken van Nederland op het gebied van life sciences. Het park is gelegen in het westen van Leiden en omvat onderwijsinstellingen, onderzoeksinstituten, zorginstellingen en een groot aantal bedrijven in de biomedische en biotechnologische sector.

Het park is ontstaan rond het Academisch Bedrijven Centrum, dat later opging in BioPartner. Door deze vroege concentratie van kennisinstellingen en ondernemerschap wordt BioPartner vaak beschouwd als een van de fundamenten onder de ontwikkeling van het park. In het Leiden Bio Science Park zijn tegenwoordig meer dan 150 organisaties actief, variërend van startups tot internationale farmaceutische bedrijven. 